# Altpreußisches Garnisonregiment No. IX (1756)
Das Garnisonbataillon Nr. IX war ein Infanterieverband der Preußischen Armee mit Stationierungsort in Geldern später Wesel.

## Geschichte
Im Jahr 1743 erhielt der Chef des Infanterieregiment Nr. 32 Oberst Georg Volrath von Kröcher den Auftrag ein Garnisonbataillon zu errichten. Daher nahm er jeweils 10 Mann von jeder Kompanie seines alten Regiments. Zusammen mit Neugeworbenen bildeten sie fünf Musketier- und eine Grenadierkompanie. Die Grenadierkompanie erhielt bald Feldetat und kam zum stehenden Grenadierbataillon Nr. 2.
Während des Siebenjährigen Krieges verteidigte das Bataillon vier Monate lang die Festung Geldern. Anschließend wurde das Bataillon im Jahr 1758 um fünf weitere Musketierkompanien ergänzt. Das Bataillon kam in die Festung Torgau und geriet dort nach der Kapitulation in österreichische Gefangenschaft. Am Ende des Krieges im Jahr 1763 wurde das Freibataillon von Salenmon nach Wesel verlegt und durch zurückkehrende Mannschaften des alten Bataillons ergänzt.  Bei der Auflösung im Jahr 1788 kamen drei Kompanien in das Depotbataillon des Infanterieregiments Nr. 44, zwei Kompanien kamen in das  Depotbataillon des Infanterieregiments Nr. 48.

## Chefs
- 1743–1748: Generalleutnant von Kröcher, zuvor Chef des Infanterieregiments Nr. 32, seit 1738 Gouverneur des Herzogtums Geldern
- 1748–1758: Generalleutnant de la Chevalier Baron la Motte, zuvor Chef des Infanterieregiments Nr. 17, später Gouverneur des Herzogtums Geldern
- 1758–1763: Oberst von Bonin
- 1763–1787: Generalmajor von Salenmon, später Kommandant von Wesel